# جيم ويلز
جيم ويلز (بالإنجليزية: Jim Wills)‏ هو لاعب كرة قدم أسترالية أسترالي، ولد في 21 أكتوبر 1914 في غيلونغ في أستراليا، وتوفي في 14 مايو 2007.

## وصلات خارجية
- جيم ويلز على موقع AustralianFootball.com (الإنجليزية)
- جيم ويلز على موقع AFLtables.com (الإنجليزية)